# Enrique Chazarreta
Enrique Salvador Chazarreta (* 29. Juli 1947 in Resistencia; † 24. März 2021) war ein argentinischer Fußballspieler. Auf Vereinsebene vor allem im Trikot von CA San Lorenzo de Almagro erfolgreich, nahm er mit der Nationalmannschaft seines Heimatlandes ferner auch an der Fußball-Weltmeisterschaft 1974 in Deutschland teil.

## Karriere

### Vereinskarriere
Enrique Chazarreta, geboren 1947 in Resistencia, der Hauptstadt der Provinz Chaco im Nordosten Argentiniens, gelangte in den 1960er-Jahren in die Jugendabteilungen von CA San Lorenzo de Almagro. Dort schaffte er, nachdem er 1969 ein Jahr lang für die Argentinos Juniors unter Vertrag stand, im Jahr 1970 die Aufnahme in die erste Mannschaft. In der Mannschaft um Spieler wie etwa Rodolfo Fischer, Roberto Telch oder Rubén Glaria entwickelte sich Chazarreta zum Stammspieler und brachte es zwischen 1970 und 1975 auf 184 Ligaeinsätze und dreißig Tore. Während dieser Zeit konnte man zweimal den Gewinn der argentinischen Fußballmeisterschaft bejubeln. Im Torneo Nacional 1972 besiegte man CA River Plate im Endspiel mit 1:0, nachdem man im Halbfinale ein Freilos hatte. Im gleichen Jahr hatte sich San Lorenzo bereits im Torneo Metropolitano, der ersten Halbjahresmeisterschaft, sehr erfolgreich gezeigt und hatte dieses auf dem ersten Tabellenrang mit sechs Punkten Vorsprung auf den Racing Club beendet. Es war somit gelungen, in einem Jahr gleich zwei Meistertitel für den Verein zu sammeln. Ein drittes Mal die Meisterschaft von Argentinien konnte Enrique Chazarreta mit CA San Lorenzo de Almagro im Torneo Nacional 1974 erringen, als man in der Finalrunde Erster wurde mit einem Zähler Vorsprung auf Rosario Central. Dieser Titelgewinn stellte allerdings zugleich das Ende einer erfolgreichen Ära von CA San Lorenzo de Almagro dar. Der in der Folge von finanziellen Problem geplagte Verein konnte erst 21 Jahre später wieder die Meisterschaft von Argentinien gewinnen. 
Enrique Chazarreta spielte noch bis 1975 für San Lorenzo de Almagro, ehe er den Sprung nach Europa wagte. Der Mittelfeldspieler schloss sich Olympique Avignon an, wo er zwei Jahre unter Vertrag stand und in dieser Zeit 65 Ligaspiele mit neun Toren absolvierte. Mit dem südfranzösischen Verein spielte Chazarreta dessen bis heute einzige Spielzeit in der höchsten Spielklasse, 1975/76 wurde man allerdings nur abgeschlagen Letzter und musste in die Division 2 absteigen. 
1977 verließ Enrique Chazarreta Avignon und wechselte innerhalb Frankreichs zu Olympique Alès, wo er zwei Jahre lang in der Division 2 spielte und danach in sein Heimatland zurückkehrte. Von 1980 bis 1981 bei Gimnasia y Esgrima La Plata sowie 1982 bei Deportivo Morón ließ er seine fußballerische Laufbahn ausklingen, die 1982 im Alter von 35 Jahren endete.

### Nationalmannschaft
In den Jahren 1973 und 1974 brachte es Enrique Chazarreta auf insgesamt elf Einsätze in der argentinischen Fußballnationalmannschaft. Ein Torerfolg gelang ihm hierbei nicht. Von Nationalcoach Vladislao Cap wurde er ins Aufgebot der Südamerikaner für die Fußball-Weltmeisterschaft 1974 in Deutschland berufen. Im Turnierverlauf kam Chazarreta jedoch nur zu einem einzigen Einsatz, als er im zweiten Vorrundenspiel gegen Italien (Endstand: 1:1) in der 78. Spielminute für Angreifer Héctor Yazalde eingewechselt. Die argentinische Mannschaft indes erreichte die zweite Finalrunde, wo man als Gruppendritter hinter den Niederlanden und Brasilien sowie vor der DDR ausschied.

## Erfolge
- Argentinische Meisterschaft: 3×

Metropolitano 1972, Nacional 1972 und Nacional 1974 mit CA San Lorenzo de Almagro